# Marc Bartra
Marc Bartra de son nom complet Marc Bartra Aregall, né le 15 janvier 1991 à Sant Jaume dels Domenys (province de Tarragone, Espagne) est un footballeur international espagnol qui évolue au poste de défenseur central au Real Betis.

## Biographie

### Carrière en club

#### FC Barcelone

##### Formation et débuts
Marc Bartra intègre la Masia à l'âge de 11 ans après avoir commencé sa formation dans le club voisin, l'Espanyol de Barcelone. Il joue successivement dans toutes les catégories de jeunes du Barça et en 2009, il rejoint la deuxième équipe, le FC Barcelone B, où il fait ses débuts.

##### En équipe première du Barça
Pep Guardiola le fait débuter en Liga le 14 février 2010 contre l'Atlético Madrid. Il inscrit son premier but avec le FC Barcelone le 21 mai 2011 lors de la 38e journée du championnat espagnol, à Malaga.
En juillet 2011, Marc Bartra prolonge son contrat avec le FC Barcelone jusqu'en 2014. Il rejoint de façon permanente l'équipe première catalane à partir de la saison 2012-2013.
Malgré les blessures en début de saison, de Piqué et Puyol, il n'est pas titulaire contre le Real Madrid, Tito Vilanova préfère utiliser Adriano (latéral gauche) avec Javier Mascherano dans l'axe.
Le 23 octobre 2012, il est aligné aux côtés de Javier Mascherano en défense centrale contre le Celtic Glasgow en Ligue des champions (victoire 2 à 1).
Le 23 avril 2013, Tito Vilanova décide de lui faire confiance contre le Bayern Munich à l'Allianz Arena en demi-finale de Ligue des champions (défaite 0-4).
Le 24 septembre 2013, servi par Lionel Messi, il inscrit le quatrième but des siens contre la Real Sociedad en Liga (victoire 4 à 1).
Tata Martino, conscient du potentiel de Marc Bartra, lui donne régulièrement une place au sein du onze initial Barcelonais et l'aide à se réveler aux yeux du monde entier durant la saison 2013-2014.
Le 15 janvier 2014, l'engagement qui lie Marc Bartra au FC Barcelone est renouvelé jusqu'au 30 juin 2017.
À la suite de la blessure de Piqué pendant un mois et l'indisponibilité de Puyol jusqu'à la fin de saison, Marc Bartra est titulaire pendant un mois jusqu'au retour de Piqué lors de la "finale du championnat" contre l'Atlético.
Lors du Clásico du 16 avril 2014, il marque un but de la tête à la 68e minute qui permet à son équipe de rester dans le match, mais il est ensuite mis en échec par Gareth Bale qui permet au Real Madrid de remporter la Coupe d'Espagne à la suite d'une course phénoménale.
Au cours de l'exercice 2014-2015, remplaçant habituel (24 matchs, 1 but toutes compétitions confondues), Marc Bartra remporte la Liga, la Coupe d'Espagne et la Ligue des champions de l'UEFA sous la direction de Luis Enrique.
Lors de la saison 2015-2016, bien qu'il ne joue que très peu, le Catalan remporte le doublé Championnat-Coupe d'Espagne.

#### Borussia Dortmund
En juin 2016, alors qu'il lui reste deux ans de contrat, Bartra décide de s'engager en faveur du Borussia Dortmund qui venait de perdre au poste de défenseur central Mats Hummels, transféré au Bayern Munich. Le coût du transfert est celui de la clause libératoire de Bartra : 8 millions d'euros,. Le joueur est légèrement blessé lors de l'explosion de trois explosifs à proximité du bus du Borussia Dortmund, le 11 avril 2017, juste avant un quart de finale de Ligue des champions contre Monaco.

#### Real Betis
Le 31 janvier 2018, Marc Bartra signe officiellement pour le Betis, un contrat courant jusqu'en 2023. Le club sévillan paie une indemnité estimée à 10 millions d'euros. L'entraîneur Quique Setién modifie son système défensif à la suite de son arrivée, passant d'une ligne de quatre à trois défenseurs. Jouant la plupart des rencontres, il devient un des joueurs les plus appréciés par les supporters.

#### Trabzonspor
Le 14 août 2022, Bartra a signé pour le Trabzonspor dans le championnat turc de la Süper Lig pour 1,25 million d'euros,. Il a fait ses débuts deux jours plus tard lors du match aller des barrages de la Ligue des champions à l'extérieur contre le F.C. Copenhague, en tant que remplaçant lors d'une défaite 2-1; son premier but le 18 septembre est venu en temps additionnel pour une victoire 3-2 à domicile contre le Gaziantep FK. Le 28 décembre, il a égalisé à l'extérieur contre le Fatih Karagümrük S.K. mais a été expulsé avec un carton rouge direct avant la mi-temps lors d'une défaite 4-1. Bartra a quitté le complexe sportif Şenol Güneş le 11 juillet 2023, d'un commun accord.

#### Retour au Real Betis
En juillet 2023, le Betis annonce le retour au club de Bartra avec un contrat d'un an. À l'automne 2023, Bartra, atteint de la maladie de Haglund, est touché au tendon d'Achille droit et doit subir une intervention chirurgicale, ce qui entraîne plusieurs mois d'absence. Pour le remplacer et avec un contrat portant sur la saison, le Betis recrute Sokrátis. Alors que son absence est initialement estimée entre quatre et cinq mois, il est absent durant l'ensemble de la saison. Alors qu'il arrive en fin de contrat, il prolonge son contrat d'une saison, soit jusqu'en juin 2025.
Bartra fait son retour sur le terrain en août 2024. En avril 2025 est officialisée une extension du contrat de Bartra jusqu'en 2027.

### Carrière internationale
En 2010, Marc Bartra obtient avec l'Espagne la médaille d'argent au Championnat d'Europe des moins de 19 ans qui se dispute en France.
En juillet 2011, il est sélectionné pour jouer le Championnat du monde des moins de 20 ans qui se dispute en Colombie.
Le 18 juin 2013, il remporte le Championnat d'Europe Espoirs qui se dispute en Israël.
Marc Bartra est convoqué pour la première fois par Vicente del Bosque pour jouer deux matchs amicaux avec l'Espagne contre la Guinée équatoriale et l'Afrique du Sud les 16 et 19 novembre 2013. Il fête ses grands débuts avec la Roja le 16 novembre en étant titularisé contre la Guinée équatoriale. Le 31 décembre, la FIFA décide d'annuler de ses grilles le match opposant l'Espagne à la Guinée équatoriale car l'arbitre du match de la même nationalité que l'équipe locale, l'instance suprême devait en être informée en amont. De ce fait, la FIFA retire le statut d'international à Marc Bartra.
Marc Bartra débute avec l'Espagne le 8 septembre 2014 face à la Macédoine lors d'un match de qualification pour l'Euro 2016.
Membre d'une liste provisoire de 25 joueurs espagnols sélectionnés pour disputer l'Euro 2016, il fait partie de la liste définitive de 23 joueurs annoncée le 31 mai.

### Profil du joueur
Bartra est un défenseur central complet doté d'une grande intelligence du jeu ce qui lui donne un excellent placement sur le terrain. Ses qualités de leadership lui permettent de jouer un rôle prépondérant. Sa vitesse est également l'une de ses grandes qualités. Il peut aussi bien jouer au centre de la défense que sur le flanc droit.

## Statistiques
| Saison                | Club                  | Championnat           | Championnat | Championnat | Coupe(s) nationale(s) | Coupe(s) nationale(s) | Supercoupe | Supercoupe | Compétition(s) continentale(s) | Compétition(s) continentale(s) | Compétition(s) continentale(s) | Supercoupe UEFA | Supercoupe UEFA | Espagne | Espagne | Total | Total |
| Saison                | Club                  | Division              | M.          | B.          | M.                    | B.                    | M.         | B.         | Comp.                          | M.                             | B.                             | M.              | B.              | M.      | B.      | M.    | B.    |
| 2009-2010             | FC Barcelone B        | Segunda División B    | 30          | 1           | -                     | -                     | -          | -          | -                              | -                              | -                              | -               | -               | -       | -       | 30    | 1     |
| 2010-2011             | FC Barcelone B        | Segunda División      | 28          | 1           | -                     | -                     | -          | -          | -                              | -                              | -                              | -               | -               | -       | -       | 28    | 1     |
| 2011-2012             | FC Barcelone B        | Segunda División      | 23          | 0           | -                     | -                     | -          | -          | -                              | -                              | -                              | -               | -               | -       | -       | 23    | 0     |
| Sous-total            | Sous-total            | Sous-total            | 81          | 2           | -                     | -                     | -          | -          | -                              | -                              | -                              | -               | -               | -       | -       | 81    | 2     |
| 2009-2010             | FC Barcelone          | Liga                  | 1           | 0           | 0                     | 0                     | 0          | 0          | C1                             | 0                              | 0                              | 0               | 0               | -       | -       | 1     | 0     |
| 2010-2011             | FC Barcelone          | Liga                  | 2           | 1           | 2                     | 1                     | 0          | 0          | C1                             | 1                              | 0                              | -               | -               | -       | -       | 5     | 2     |
| 2011-2012             | FC Barcelone          | Liga                  | 1           | 0           | 0                     | 0                     | 0          | 0          | C1                             | 1                              | 0                              | 0               | 0               | -       | -       | 2     | 0     |
| 2012-2013             | FC Barcelone          | Liga                  | 8           | 0           | 2                     | 0                     | 0          | 0          | C1                             | 6                              | 0                              | -               | -               | -       | -       | 16    | 0     |
| 2013-2014             | FC Barcelone          | Liga                  | 20          | 1           | 6                     | 1                     | 0          | 0          | C1                             | 4                              | 0                              | -               | -               | -       | -       | 30    | 2     |
| 2014-2015             | FC Barcelone          | Liga                  | 14          | 1           | 5                     | 0                     | -          | -          | C1                             | 6                              | 0                              | -               | -               | 4       | 0       | 29    | 1     |
| 2015-2016             | FC Barcelone          | Liga                  | 13          | 2           | 5                     | 0                     | 1          | 0          | C1                             | 4                              | 0                              | 1               | 0               | 4       | 0       | 28    | 2     |
| Sous-total            | Sous-total            | Sous-total            | 59          | 4           | 20                    | 2                     | 1          | 0          | -                              | 22                             | 0                              | 1               | 0               | 8       | 0       | 111   | 6     |
| 2016-2017             | Borussia Dortmund     | Bundesliga            | 19          | 0           | 4                     | 0                     | 1          | 0          | C1                             | 7                              | 1                              | -               | -               | 3       | 0       | 34    | 1     |
| 2017-2018             | Borussia Dortmund     | Bundesliga            | 12          | 2           | 3                     | 2                     | 1          | 0          | C1                             | 4                              | 0                              | -               | -               | 1       | 0       | 21    | 4     |
| Sous-total            | Sous-total            | Sous-total            | 31          | 2           | 7                     | 2                     | 2          | 0          | -                              | 11                             | 1                              | -               | -               | 4       | 0       | 55    | 5     |
| 2017-2018             | Real Betis            | Liga                  | 16          | 1           | -                     | -                     | -          | -          | -                              | -                              | -                              | -               | -               | -       | -       | 16    | 1     |
| 2018-2019             | Real Betis            | Liga                  | 33          | 1           | 7                     | 0                     | -          | -          | C3                             | 6                              | 0                              | -               | -               | 1       | 1       | 47    | 2     |
| 2019-2020             | Real Betis            | Liga                  | 30          | 3           | 3                     | 0                     | -          | -          | -                              | -                              | -                              | -               | -               | -       | -       | 33    | 3     |
| 2020-2021             | Real Betis            | Liga                  | 19          | 0           | -                     | -                     | -          | -          | -                              | -                              | -                              | -               | -               | -       | -       | 19    | 0     |
| 2021-2022             | Real Betis            | Liga                  | 23          | 1           | 4                     | 1                     | -          | -          | C3                             | 5                              | 0                              | -               | -               | -       | -       | 32    | 2     |
| Sous-total            | Sous-total            | Sous-total            | 121         | 6           | 14                    | 1                     | -          | -          | -                              | 10                             | 0                              | -               | -               | 1       | 1       | 146   | 8     |
| 2022-2023             | Trabzonspor           | Süper Lig             | 29          | 4           | 1                     | 0                     | -          | -          | C1+C3+C4                       | 2+6+2                          | 0                              | -               | -               | -       | -       | 40    | 4     |
| Sous-total            | Sous-total            | Sous-total            | 29          | 4           | 1                     | 0                     | -          | -          | -                              | 10                             | 0                              | -               | -               | 0       | 0       | 40    | 4     |
| 2023-2024             | Real Betis            | Liga                  | 3           | 0           | -                     | -                     | -          | -          | C3                             | 1                              | 0                              | -               | -               | -       | -       | 4     | 0     |
| 2024-2025             | Real Betis            | Liga                  | 25          | 2           | 2                     | 1                     | -          | -          | C4                             | 10                             | 0                              | -               | -               | -       | -       | 37    | 3     |
| 2025-2026             | Real Betis            | Liga                  | 1           | 0           | -                     | -                     | -          | -          | -                              | -                              | -                              | -               | -               | -       | -       | 1     | 0     |
| Sous-total            | Sous-total            | Sous-total            | 29          | 2           | 2                     | 1                     | -          | -          | -                              | 11                             | 0                              | -               | -               | 0       | 0       | 42    | 3     |
| Total sur la carrière | Total sur la carrière | Total sur la carrière | 321         | 16          | 43                    | 6                     | 3          | 0          | -                              | 54                             | 1                              | 1               | 0               | 13      | 1       | 435   | 24    |

## Palmarès

### Club
FC Barcelone
- Championnat d'Espagne
  - Champion en 2010, 2011, 2013, 2015 et 2016

- Coupe d'Espagne
  - Vainqueur en 2012, 2015 et 2016
  - Finaliste en 2014

- Supercoupe d'Espagne
  - Vainqueur en 2010, 2011 et 2013

- Ligue des champions
  - Vainqueur en 2011 et 2015

- Supercoupe d'Europe
  - Vainqueur en 2011 et 2015

- Coupe du monde des clubs
  - Vainqueur en 2011 et 2015

 Borussia Dortmund
- Coupe d'Allemagne
  - Vainqueur en 2017

 Betis Séville
- Coupe d'Espagne
  - Vainqueur en 2022
- Ligue Conférence
  - Finaliste en 2025

### En sélection
Espagne -19
- Championnat d'Europe des moins de 19 ans
  - Finaliste en 2010

 Espagne Espoirs
- Championnat d'Europe espoirs
  - Vainqueur en 2013